# Marsolan
Marsolan település Franciaországban, Gers megyében. Lakosainak száma 442 fő (2022. január 1.). Marsolan Blaziert, Castelnau-sur-l’Auvignon, Lagarde, Lectoure, La Romieu és Terraube községekkel határos.

## Népesség
A település népességének változása:
| Lakosok száma | 481  | 342  | 384  | 425  | 459  | 471  | 458  | 448  | 448  | 442  |
|               | 1968 | 1982 | 1990 | 2006 | 2013 | 2015 | 2017 | 2019 | 2020 | 2022 |